# José Castello
José Guimarães Castello Branco (Rio de Janeiro, 1951) è uno scrittore, giornalista e critico letterario brasiliano.

## Biografia
José Castello è nato a Rio de Janeiro nel 1951. Suo padre, José Ribamar Martins Castello Branco era originario di Parnaíba (Piauí) e si trasferì in gioventù nella capitale carioca, dove José compì gli studi in Scienze della comunicazione presso l'Universidade Federal do Rio de Janeiro . Nel 1970 inizia la sua collaborazione con riviste e giornali, quali Veja, IstoÉ, O Estado de São Paulo e Jornal do Brasil. È attualmente una delle firme delle riviste Bravo!, Época e Valor Económico, oltre che  editorialista del supplemento “Prosa & Verso” del giornale O Globo.  Per lo stesso giornale, cura il blog A literatura na poltrona, esperienza che ha generato l'omonimo volume nel 2007.
Tra le sue opere letterarie si ricordano in particolare le biografie dei poeti brasiliani Vinicius de Moraes e João Cabral de Melo e Neto, oltre a Inventário das Sombras, in cui il ritratto intellettuale di alcuni scrittori – tra cui Saramago, Clarice Lispector e Bioy Casares – assume i contorni della finzione letteraria. Nel 2001 ha pubblicato il suo primo romanzo, Fantasma, un giallo ambientato a Curitiba (Paraná), città in cui vive dal 1994.
Il suo ultimo lavoro, Ribamar (2008) – opera che tenta di ricostruire il rapporto con il padre, Ribamar, ricalcando i passi della Lettera al padre di Kafka – ha vinto il prestigioso premio Jabuti (2011), come miglior romanzo brasiliano dell'annoOpere
Vinicius de Moraes: O Poeta da Paixão, Companhia das Letras, 1993Na Cobertura de Rubem Braga, José Olympio, 1996Vinicius de Moraes: Uma Geografia Poética, Relume-Dumará/Rioarte, 1996João Cabral de Melo Neto: O Homem sem Alma, Editora Rocco, 1996O Inventário das Sombras, Record, 1999Fantasma, Record, 2001As melhores crônicas de José Castello, Global Editora, 2003Pelé: Os Dez Corações do Rei, Ediouro/Sinergia, 2004A Literatura na Poltrona, Record, 2007Ribamar, Bertrand Brasil, 2010

## Opere
- Vinicius de Moraes: O Poeta da Paixão, Companhia das Letras, 1993
- Na Cobertura de Rubem Braga, José Olympio, 1996
- Vinicius de Moraes: Uma Geografia Poética, Relume-Dumará/Rioarte, 1996
- João Cabral de Melo Neto: O Homem sem Alma, Editora Rocco, 1996
- O Inventário das Sombras, Record, 1999
- Fantasma, Record, 2001
- As melhores crônicas de José Castello, Global Editora, 2003
- Pelé: Os Dez Corações do Rei, Ediouro/Sinergia, 2004
- A Literatura na Poltrona, Record, 2007
- Ribamar, Bertrand Brasil, 2010

### Opere tradotte in italiano
- Ribamar, Edizioni dell'Urogallo, Perugia (2013)